# Fight Song (bài hát của Rachel Platten)
"Fight Song" là bài hát của nữ ca sĩ người Mỹ Rachel Platten, được Columbia Records phát hành thành đĩa đơn từ album phòng thu thứ ba sắp ra mắt của cô Wildfire vào ngày 19 tháng 2 năm 2015. Ca khúc xuất hiện trong EP cùng tên với bài hát của nữ ca sĩ.
Ca khúc đạt được thành công thương mại trên toàn cầu, giành ngôi quán quân bảng xếp hạng của Vương quốc Anh và Scotland, và nằm trong top 10 tại Úc, Canada, New Zealand, và tại Hoa Kỳ, nơi mà ca khúc đã leo tới top 10 của nhiều bảng xếp hạng trong đó đạt vị trí thứ 6 trên bảng xếp hạng US Billboard Hot 100. Ca khúc cũng lọt vào top 20 của Slovakia. Đĩa đơn đã bán được hơn 1 triệu bản tại Hoa Kỳ, nhận được chứng nhận bạch kim của RIAA. EP Fight Song của Platten đã đạt đến vị trí 20 trên bảng xếp hạng US Billboard 200.

## Bối cảnh sản xuất
Rachel Platten nói về cảm hứng viết bài hát: "'Fight Song' được lấy cảm hứng từ rất nhiều những trải nghiệm đau khổ của tôi, và chúng khiến tôi cảm thấy như thể tôi dường như không có cơ hội trong ngành công nghiệp này. Tôi viết bài hát này vì tôi cần nhắc nhở bản thân rằng tôi tin vào chính mình. Dẫu có chuyện gì xảy ra, tôi vẫn sẽ tiếp tục làm nhạc, thậm chí ngay cả khi chúng chỉ nằm trong một giới hạn nhỏ. Thậm chí ngay cả khi chúng chỉ dành cho tôi." Cô cũng nói thêm: "Trong một vài năm gần đây, tôi đã thật sự thử thách bản thân trong cách viết nhạc, để có thể trở nên tổn thương trong từng lời ca. Tôi không muốn bỏ quên những gì đã gây tổn thương cho tôi. Tôi không sợ bị chúng làm tổn thương nữa, vì tôi nghĩ rằng đó chính là lúc bạn đạt được thứ gì đó tuyệt vời."

## Sử dụng trong truyền thông và các màn biểu diễn
Ngày 27 tháng 6 năm 2014, Platten ra mắt "Fight Song" trên We Heart It như một phần trong mục giới thiệu nghệ sĩ mới tiêu điểm. Ca khúc sau đó xuất hiện ở tập Giáng Sinh trong mùa thứ năm của Pretty Little Liars. Platten cho biết chương trình này đã giúp cho ca khúc của cô đến gần hơn với khán giả. 
Ca khúc cũng được đưa vào đoạn quảng cáo cho mùa thứ tư của Revenge trêm kênh Seven Network của Australia và cũng có trong video giới thiệu chương trình sắp ra mắt của đài CBS Supergirl trong tháng 5 năm 2015. "Fight Song" cũng được đưa vào đoạn quảng cáo của hãng ô tô Ford.
Vào ngày 14 tháng 5 năm 2015, Platten ra mắt lần đầu trên sóng truyền hình trong chương trình Good Morning America, và biểu diễn ca khúc. Ngày 13 tháng 6 năm 2015, Platten được Taylor Swift mời đến biểu diễn ca khúc vào một buổi diễn trong khuôn khổ chuyến lưu diễn 1989 World Tour tại Lincoln Financial Field ở Philadelphia.

## Video âm nhạc
Một video âm nhạc đi kèm với ca khúc, được đạo diễn bởi James Lees, ra mắt vào ngày 19 tháng 5 năm 2015. Quá trình ghi hình kéo dài 4 ngày. Platten nói về chủ đề: "Tôi muốn video của tôi thể hiện được 2 khía cạnh – sự sợ hãi và nỗi đau – nhưng tôi cũng muốn nói rằng, đôi khi, để vượt qua những trận chiến chúng ta phải tự tiến lên phía trước."

## Diễn biến thương mại
Ca khúc xuất hiện trên bảng xếp hạng US Billboard Hot 100 trong tuần 2 tháng 5 năm 2015, tại vị trí thứ 80, trở thành đĩa đơn đầu tiên của Platten góp mặt trên bảng xếp hạng. Ngày 18 tháng 7 năm 2015, ca khúc leo lên vị trí cuối cùng trong top 10, trở thành đĩa đơn top 10 đầu tiên của cô. Vào ngày 19 tháng 8 năm 2015, ca khúc đạt đến vị trí thứ 6, vị trí cao nhất tính đến thời điểm hiện tại. Tại vương quốc Anh, trong ấn bản phát hành ngày 3 tháng 9 năm 2015, ca khúc leo thẳng từ vị trí thứ 68 lên ngôi vị quán quân bảng xếp hạng UK Singles Chart, qua đó trở thành đĩa đơn đầu tiên của Platten lọt vào top 10 tại quốc gia này.
Trên bảng xếp hạng Irish Singles Chart, ca khúc nhảy 23 bậc, từ vị trí thứ 47 lên vị trí thứ 24 vào ngày 24 tháng 8 năm 2015. Hiện ca khúc đã đạt đến vị trí thứ 17.

## Danh sách và thứ tự bài hát
Tải kĩ thuật số
1. "Fight Song" – 3:22
2. "Lone Ranger" – 3:07

## Xếp hạng

### Xếp hạng tuần
| Bảng xếp hạng (2015)                   | Vị trí cao nhất |
| -------------------------------------- | --------------- |
| Úc (ARIA)                              | 2               |
| Bỉ (Ultratop 50 Flanders)              | 26              |
| Bỉ (Ultratip Wallonia)                 | 33              |
| Canada (Canadian Hot 100)              | 5               |
| Cộng hòa Séc (Rádio Top 100)           | 24              |
| Cộng hòa Séc (Singles Digitál Top 100) | 19              |
| Châu Âu Digital Song Sales (Billboard) | 4               |
| Pháp (SNEP)                            | 89              |
| Ireland (IRMA)                         | 6               |
| Italy (FIMI)                           | 100             |
| Hà Lan (Single Top 100)                | 77              |
| New Zealand (Recorded Music NZ)        | 8               |
| Scotland (OCC)                         | 1               |
| Slovakia (Rádio Top 100)               | 19              |
| Thụy Điển (Sverigetopplistan)          | 56              |
| Thụy Sĩ (Schweizer Hitparade)          | 42              |
| Anh Quốc (OCC)                         | 1               |
| Hoa Kỳ Billboard Hot 100               | 6               |
| Hoa Kỳ Adult Contemporary (Billboard)  | 1               |
| Hoa Kỳ Adult Pop Airplay (Billboard)   | 1               |
| Hoa Kỳ Pop Airplay (Billboard)         | 8               |

### Xếp hạng cuối năm
| Bảng xếp hạng (2015)     | Vị trí |
| ------------------------ | ------ |
| Hoa Kỳ Billboard Hot 100 | 20     |

## Chứng nhận
| Quốc gia                                                                           | Chứng nhận  | Số đơn vị/doanh số chứng nhận |
| ---------------------------------------------------------------------------------- | ----------- | ----------------------------- |
| Úc (ARIA)                                                                          | 2× Bạch kim | 140.000^                      |
| New Zealand (RMNZ)                                                                 | Vàng        | 7.500*                        |
| Hoa Kỳ (RIAA)                                                                      | 2× Bạch kim | 1.100.000                     |
| * Chứng nhận dựa theo doanh số tiêu thụ. ^ Chứng nhận dựa theo doanh số nhập hàng. |             |                               |